# Ariane Fortin
Pour les articles homonymes, voir Fortin.
Ariane Fortin est une boxeuse canadienne  née le 20 novembre 1984 à Québec, Canada .

## Carrière
Elle a commencé sa carrière de boxeuse à l’âge de 16 ans au Club de Boxe de Levis. Elle est prise en charge à l’époque par Benoit Martel l’entraineur du club. 
C’est en 2004 qu’elle intègre l’équipe national durant laquelle elle remporte trois tournois internationaux.
En 2005, à tout juste 21 ans, elle participe à ses premiers championnat du monde et remporte la seconde place du podium avec une médaille d’argent. À la suite de ce tournoi, elle prend la décision de s’installer à Montréal afin de bénéficier des services des préparateurs physique André et Jarek Kulesza qui s’occupent également d’autres boxeurs professionnels tel que David Lemieux ou Dierry Jean. 
Cette à ce même moment, qu'Ariane fait la rencontre de Mike Moffa, entraineur de boxe de renom au club Underdog Gym et ne quittera plus. Elle se fait proposer par la même occasion de rejoindre l'équipe de EOTTM , promoteur de boxeurs professionnels et fait l'exception car seule boxeuse amateur de l'organisation.
Un an plus tard, elle ne tarde pas à monter sur la première marche du podium en gagnant la médaille d’or au Championnat du monde de 2006 à New Delhi, et renouvelle la même performance en 2008 à Ningbo, Chine dans la catégorie de poids des – 70 kg. 

Après l’annonce de l’AIBA sur l’entrée officielle de la boxe féminine aux Jeux Olympiques de Londres de 2012 ayant comme spécificité de ne compter que trois catégories de poids, Ariane monte dans la catégorie supérieur des -75 kilos. 
Malheureusement, elle rate sa chance de participer aux jeux et cède sa place à Mary Spencer.
Forte de son expérience et motivée plus que jamais, la boxeuse québécoise reprend l’entrainement et retrouve sa place au sein de l’équipe national après une victoire contre Mary spencer au Championnat canadien puis au tournoi de sélection finale de 2013.
En 2014, elle participe de nouveau au championnat du monde et décroche la médaille de bronze, subissant sa seule défaite à la demi-finale contre l'américaine et déjà  championne olympique Claressa Shield.
Ariane a toujours les jeux olympiques en ligne de mire et ne relâche pas ses efforts pour arriver à ses objectifs.
En 2015 commencent les premières étapes pour gagner le droit de représenter le Canada aux Jeux de Rio. Elle remporte les qualifications nationales en battant la Québécoise Tamara Thibeault par décision unanime et l'Ontarienne Greey.
En mars 2016, elle remporte le sésame pour Rio aux sélections continentales à Buenos Aires, en Argentine. 

## Palmarès

### Championnats du monde de boxe
- Médaille d'or en -70 kg, en 2006, à New Delhi, en Inde
- Médaille d'or en -70 kg, en 2008, à Ningbo, en Chine
- Médaille d'argent en -70 kg, 2005, à Podolsk, en Russie
- Médaille de bronze en -75 kg, en 2014, à Jeju en Corée du Sud.

### Jeux du Commonwealth
- Médaille d'argent en -81 kg, en 2014, à Glasgow, en Écosse

### Jeux panaméricains
- Médaille de bronze en -75 kg en 2015 à Toronto, Canada.